# Мёнихкирхен
Мёнихкирхен (нем. Mönichkirchen) — ярмарочная коммуна (нем. Marktgemeinde) в Австрии, в федеральной земле Нижняя Австрия. 
Входит в состав округа Нойнкирхен.  Население составляет 611 человек (на 31 декабря 2005 года). Занимает площадь 16,29 км². Официальный код  —  3 18 15.

## Политическая ситуация
Бургомистр коммуны — Андреас Граф (АНП) по результатам выборов 2010 года.
Совет представителей коммуны (нем. Gemeinderat) состоит из 15 мест.
- АНП занимает 11 мест.
- СДПА занимает 2 места.
- АПС занимает 2 места.